# Мутин малиновий
Мутин малиновий (Mutinus ravenelii) — вид грибів родини веселкові (Phallaceae). Сучасну біномінальну назву надано у 1888 році.

## Будова

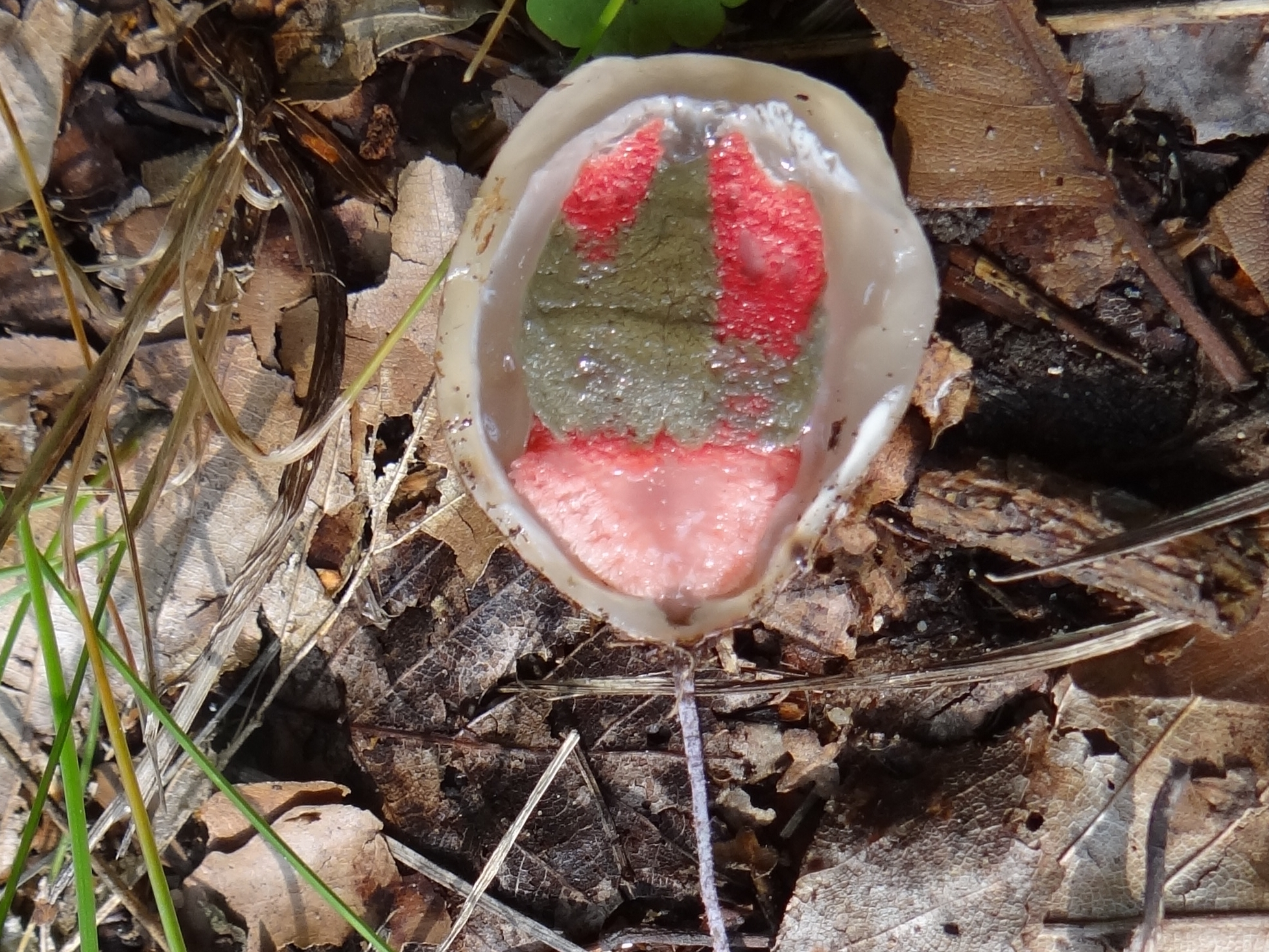
Молоде плодове тіло гриба у розрізі

Гладке чисто біле молоде плодове тіло гриба спочатку яйцеподібне розміром 2×1,7 см. Воно складається з спороносної глеби та губчастого й порожнистого стерильного рецептакула, що оточені щільною оболонкою, яка має міцеліальні тяжі при основі. З часом рецептакул розтягується і розриває переважно на дві лопаті перидій, який зберігається біля основи плодового тіла. Зрілий гриб має розмір від 6–15 см висоти до 0,7–1,2 см у діаметрі. Світло-малиновий чи рожево-червоний губчастий порожнистий рецептакул за формою вузькоциліндричний, звужений донизу, увінчаний темно-червоною конусоподібною голівкою, що вкрита темно-оливковою глебою з сильним неприємним запахом. Гладкі еліпсоїдні спори розміром 3–5×1–3 мкм.

## Життєвий цикл
Плодові тіла з'являються у червні — жовтні. Спори розносяться комахами, що приманюються запахом гриба.

## Поширення та середовище існування
Росте спорадично в північній частині Європи, Азії (Далекий Схід Росії), Північній Америці. В Україні відомий лише із Західного Полісся, де виявлений лише в місцях, пов'язаних з чорною вільхою, переважно на вологих піщаних ґрунтах.

## Практичне використання
Нерозкриті молоді плодові тіла їстівні.

## Природоохоронний статус
Включений до третього видання Червоної книги України (2009 р.).